# Teoria degli insiemi di Tarski-Grothendieck
La teoria degli insiemi di Tarski-Grothendieck (TG) è una teoria assiomatica degli insiemi così chiamata in riferimento ai matematici Alfred Tarski e Alexander Grothendieck. Essa è caratterizzata dall'Assioma di Tarski ed è un'estensione non-conservativa della teoria degli insiemi di Zermelo - Fraenkel.

## Assiomi
I primi assiomi di TG sono uguali alle loro controparti di ZF:
- I quantificatori logici spaziano solo su insiemi; Qualsiasi cosa è un insieme (la stessa ontologia di ZFC).
- Assioma di estensionalità:  Due insiemi sono identici se e solo se hanno gli stessi elementi.
- Assioma dell'insieme vuoto:  Esiste un insieme di cui nessun altro insieme è elemento.
- Assioma di regolarità:  Nessun insieme è elemento di se stesso e catene circolari di appartenenza non sono possibili.
- Assioma di rimpiazzamento: L'immagine di una funzione è un insieme.

Come già detto l'assioma caratterizzante della teoria è il seguente:
Assioma di Tarski (adattato da Tarski 1939): Per ogni insieme {\displaystyle x} esiste un insieme {\displaystyle {\mathcal {U}}} tale che
1. {\displaystyle x\in {\mathcal {U}}}.
2. Per ogni {\displaystyle y\in {\mathcal {U}}} ogni sottoinsieme di {\displaystyle y} è un elemento di {\displaystyle {\mathcal {U}}}.
3. Per ogni {\displaystyle y\in {\mathcal {U}}} l'insieme della parti di {\displaystyle y} è un elemento di {\displaystyle {\mathcal {U}}}.
4. Ogni sottoinsieme di {\displaystyle {\mathcal {U}}} la cui cardinalità è inferiore di quella di {\displaystyle {\mathcal {U}}} è un elemento di {\displaystyle {\mathcal {U}}}.

Quest'ultimo implica l'assioma della coppia, l'assioma dell'insieme potenza, l'assioma dell'unione, assioma dell'infinito e l'assioma della scelta; dunque rende TG molto più forte di ZFC.